# Дража Вас
Дража Вас (словен. Draža vas) — поселення в общині Словенське Коніце, Савинський регіон, Словенія. Висота над рівнем моря: 283,9 м.